# Лобанов, Руслан Юрьевич
Лобанов Руслан Юрьевич (род. 29 августа 1979 года) — арт-ню фотограф, преимущественно работающий с аналоговыми технологиями.
На протяжении своей карьеры создал более 10 фотопроектов: «LE GRAND SUD», «Havana Affair», «Nudes in the City», «Venetian Diaries», «SEX AND FISH», «Chateau».
Фотоработы автора участвуют в Международных выставках в Германии «Gregs Gallery», Бельгии «Fotofever», Швейцарии «Ina Dederer&Friends Gallery», Украине. Публиковался в журналах Stern.de, Positive magazine, FOTO, EGO. Является победителем международных фотоконкурсов: Black and white Spider Awawrds, International Color Awards
С 2015 года его работы можно найти в международной галерее Yellow Korner.